# Patient Protection and Affordable Care Act

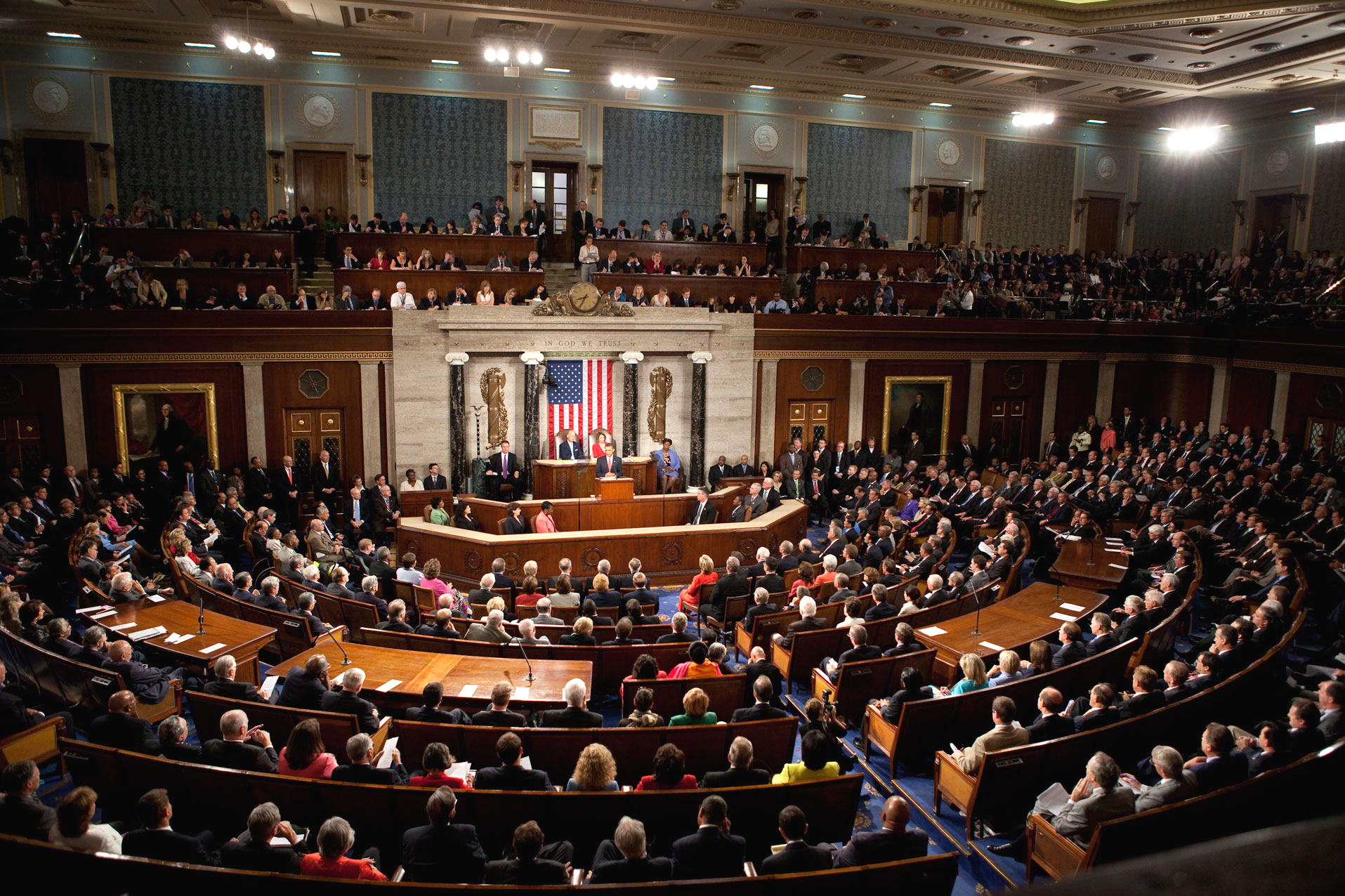
Rede van Barack Obama voor het Congres in 2009 in verband met het wetsontwerp

De Patient Protection and Affordable Care Act (PPACA, informeel bekend als Obamacare) is een Amerikaanse federale wet, op 23 maart 2010 getekend door president Barack Obama. De wet doelt op het hervormen van gezondheidsverzekeringen in de Verenigde Staten door de kosten van medische zorg te drukken en verzekeringspolissen goedkoper te maken.

## Achtergrond
Het hoofdprobleem van het verzekeringsstelsel voor de invoering van de Patient Protection and Affordable Care Act was de ontbrekende verplichting tot het afsluiten van een ziektekostenverzekering. Het gevolg was dat in 2016 nog 27 miljoen Amerikanen niet voor ziektekosten verzekerd waren.
Deze wet, die stapsgewijs in werking trad vanaf 23 maart 2010, waarbij de grootste stappen voor januari 2014 genomen werden, behelst onder andere de verplichting voor iedere Amerikaan om een zorgverzekering af te sluiten en een onvoorwaardelijke acceptatieplicht voor zorgverzekeraars. Sinds 1 oktober 2013 konden Amerikanen online een verzekering afsluiten.

## Verzet van de republikeinen en de shutdown
De Republikeinse Partij is gekant tegen de ziekteverzekeringswet en probeerde de invoering ervan uit te stellen. Zo forceerde zij op 1 oktober 2013 een "shutdown" van de overheid. In het Amerikaans Congres werd geen overeenkomst bereikt over de begroting en verdere overheidsbestedingen, omdat de Republikeinen dit gekoppeld hadden aan het met een jaar uitstellen van de invoer van Obamacare, wat door de Democraten en de president niet werd aanvaard. De shutdown had tot gevolg dat vele overheidsdiensten gesloten werden en dat de overheidsambtenaren gedwongen met verlof moesten gaan.

## Poging tot afschaffing door Donald Trump
Op 8 november 2016 werd de Republikein Donald Trump gekozen tot nieuwe president van de Verenigde Staten. Trump zei eerder in interviews en tijdens zijn campagne Obamacare te willen vervangen door 'iets veel beters', maar noemde vervolgens weinig concrete voorbeelden. Op 13 januari 2017 is het Amerikaanse Huis van Afgevaardigden en de Senaat begonnen aan de ontmanteling van Obamacare. Het door Republikeinen gedomineerde Congres en president Trump wilden Obamacare zo snel mogelijk afschaffen. Zij wilden af van de wet, onder meer omdat ze hem een voorbeeld vinden van ongewenste overheidsbemoeienis en inperking van de keuzevrijheid van het individu. Ook vinden ze de kosten van Obamacare veel te hoog. Een voorgesteld alternatief, de American Health Care Act, vond op 24 maart 2017 geen meerderheid in het Huis van Afgevaardigden.
Wel saboteerde Trump de wet door de boete op het niet afsluiten van een zorgverzekering te verlagen naar 0 dollar. Volgens achttien door Republikeinen bestuurde staten was daarmee de grondwettelijke basis onder de wet vervallen, en ze stapten naar het federale hooggerechtshof. Dat besloot echter op 17 juni 2021, dat de wet in stand kon blijven.